# (4637) Odorico
(4637) Odorico (1989 CT) – planetoida z pasa głównego asteroid okrążająca Słońce w ciągu 3,79 lat w średniej odległości 2,43 j.a. Odkryta 8 lutego 1989 roku.